# Seget
Seget és un poble i municipi de Croàcia situat al comtat de Split-Dalmàcia.
Al cens de 2011, tenia una població total de 4.854, als següents assentaments:
- Bristivica, 348 habitants
- Ljubitovica, 485 habitants
- Prapatnica, 177 habitants
- Seget Donji, 2.681 habitants
- Seget Gornji, 136 habitants
- Seget Vranjica, 1.027 habitants

Al cens de 2011, el 97,4% de la població eren croats.